# Caraguatá
Caraguatá (Bromelia balansae), gravatá, abacaxi-de-raposa, caravatá, caroá, caroatá, caruatá, caruatá-de-pau, coroá, coroatá, coroá-verdadeiro, craguatá, crauaçu, crauatá, crautá, cravatá, croá, curauá, curuá, curuatá, erva-do-gentio, erva-piteira, piñuela e gragoatá são designações comuns de várias espécies de plantas epífitas e terrestres da família das bromeliáceas. O nome caraguatá e semelhantes se originam do tupi karaguatá, nome da planta naquela língua.
A planta apresenta longas folhas com fortes espinhos nas bordas e de colorido vermelho-arroxeado quando em flor. As fibras contidas no fruto dessa planta servem para o preparo de roupas, cintos e bolsas. Tais fibras já foram motivo de tentativas de exploração comercial no Paraguai e na Argentina durante o século 19.  Os frutos, que são produzidos de março a junho, são apreciados crus, cozidos ou assados e eram importante na alimentação do povo indígena Bororo. Comem-se, também o rizoma, a inflorescência e o botão floral, geralmente crus ou cozidos.
Quando ocupam grandes áreas, formam barreiras que servem de esconderijos para ninhos de jacarés e refúgios de cobras, tatus, porcos e tamanduás. Na medicina popular, seus frutos, fervidos, são utilizados para xaropes contra tosse, gripe e pneumonia. Geralmente, vivem no cerrado brasileiro e em matas ciliares. O xarope feito no Brasil possui um sabor distinto e delicioso sendo que popularmente se considera tóxico o abuso extremo principalmente por crianças.
Em Iucatã é usada conta a coqueluche, cozida com mentha, Melissa (género) e uma planta local do México. No final do século XVIII o botânico Vicente Cervantes dizia para usar o suco da parte carnuda do fruto maduro para fazer xarope contra o escorbuto, diabetes e embriaguez.